# (36773) Tuttlekeane
(36773) Tuttlekeane est un astéroïde de la ceinture principale découvert en 2000.

## Description
(36773) Tuttlekeane a été découvert le 5 septembre 2000 à la Station Anderson Mesa, un des deux sites d'observation de l'observatoire Lowell en Arizona (États-Unis), par le programme Lowell Observatory Near-Earth-Object Search (LONEOS).

### Caractéristiques orbitales
L'orbite de cet astéroïde est caractérisée par un demi-grand axe de 2,77 ua, un périhélie de 2,32 ua, une excentricité de 0,16 et une inclinaison de 12,26° par rapport à l'écliptique. Du fait de ces caractéristiques, à savoir un demi-grand axe compris entre 2 et 3,2 ua et un périhélie supérieur à 1,666 ua, il est classé, selon la JPL Small-Body Database, comme objet de la ceinture principale.

### Caractéristiques physiques
(36773) Tuttlekeane a une magnitude absolue (H) de 14,7 et un albédo estimé à 0,067.